# Victoria Libertas Pallacanestro 2020-2021
Questa voce raccoglie le informazioni riguardanti la Victoria Libertas Pallacanestro nelle competizioni ufficiali della stagione 2020-2021.

## Stagione
La stagione 2020-2021 della Victoria Libertas Pallacanestro, sponsorizzata Carpegna Prosciutto, è la 62ª nel massimo campionato italiano di pallacanestro, la Serie A.

## Roster
Aggiornato al 10 agosto 2019.
| Carpegna Prosciutto Pesaro 2020-21 | Carpegna Prosciutto Pesaro 2020-21 |
| Giocatori                          | Staff tecnico                      |
| ---------------------------------- | ---------------------------------- |

| N. | Naz.                                      | Ruolo | Nome               | Anno | Alt.   | Peso   |  |
| -- | ----------------------------------------- | ----- | ------------------ | ---- | ------ | ------ |  |
| 3  | Estonia (bandiera)                        | A     | Henri Drell        | 2000 | 204 cm | 85 kg  |  |
| 4  | Stati Uniti (bandiera) · Haiti (bandiera) | PG    | Frantz Massenat    | 1992 | 192 cm | 86 kg  |  |
| 5  | Argentina (bandiera) · Italia (bandiera)  | G     | Ariel Filloy       | 1987 | 190 cm | 85 kg  |  |
| 7  | Italia (bandiera)                         | P     | Lorenzo Calbini    | 2002 | 190 cm | 74 kg  |  |
| 8  | Stati Uniti (bandiera)                    | C     | Tyler Cain         | 1988 | 204 cm | 107 kg |  |
| 12 | Stati Uniti (bandiera)                    | P     | Justin Robinson    | 1995 | 173 cm | 79 kg  |  |
| 15 | Italia (bandiera)                         | PG    | Matteo Tambone     | 1994 | 192 cm | 87 kg  |  |
| 18 | Italia (bandiera)                         | A     | Edin Mujaković     | 2002 |        |        |  |
| 21 | Camerun (bandiera) · Italia (bandiera)    | AG    | Paul Eboua         | 2000 | 203 cm | 97 kg  |  |
| 22 | Stati Uniti (bandiera)                    | PG    | Gerald Robinson    | 1989 | 185 cm | 77 kg  |  |
| 24 | Italia (bandiera)                         | C     | Beniamino Basso    | 2001 | 205 cm | 101 kg |  |
| 33 | Italia (bandiera)                         | A     | Michele Serpilli   | 1999 | 200 cm | 96 kg  |  |
| 35 | Ungheria (bandiera)                       | AG    | Márkó Filipovity   | 1996 | 203 cm | 98 kg  |  |
| 41 | Italia (bandiera)                         | AC    | Simone Zanotti     | 1992 | 208 cm | 91 kg  |  |
| 82 | Argentina (bandiera) · Italia (bandiera)  | AP    | Carlos Delfino (C) | 1982 | 198 cm | 104 kg |  |
| -  | Italia (bandiera)                         |       | Pietro Sablich     | 2002 |        |        |  |

| Allenatore                                                                           |
| - Jasmin Repeša                                                                      |
| Assistente/i                                                                         |
| - Paolo Calbini - Luca Pentucci Legenda - (C) Capitano - (IN) Inattivo - Infortunato |

## Mercato

### Sessione estiva
| Acquisti | Acquisti            | Acquisti          | Acquisti      | Acquisti |
| R.a      | Nome                | da                | Modalità      |          |
| -------- | ------------------- | ----------------- | ------------- | -------- |
| ALL      | Jasmin Repeša       | Free agent        | svincolato    |          |
| AP       | Carlos Delfino      | Free agent        | svincolato    |          |
| PG       | Frantz Massenat     | Andorra           | svincolato    |          |
| PG       | Matteo Tambone      | Pall. Varese      | svincolato    |          |
| AG       | Márkó Filipovity    | Falco Szombathely | svincolato    |          |
| P        | Justin Robinson     | Élan Chalon       | svincolato    |          |
| C        | Tyler Cain          | Brescia           | svincolato    |          |
| PG       | Ariel Filloy        | Reyer Venezia     | svincolato    |          |
| A        | Michele Serpilli    | Pod. Montegranaro | fine prestito |          |
| AG       | Alessandro Morgillo | Virtus Salerno    | fine prestito |          |

| Cessioni | Cessioni            | Cessioni          | Cessioni       | Cessioni |
| R.       | Nome                | a                 | Modalità       |          |
| -------- | ------------------- | ----------------- | -------------- | -------- |
| ALL      | Giancarlo Sacco     | Free agent        | fine contratto |          |
| C        | Leonardo Totè       | Fortitudo Bologna | fine contratto |          |
| P        | Vasilije Pušica     | Dinamo Sassari    | fine contratto |          |
| G        | Federico Miaschi    | Reyer Venezia     | fine prestito  |          |
| A        | Paul Eboua          | Stella Azzurra    | fine prestito  |          |
| AG       | Alessandro Morgillo | Derthona Basket   | fine contratto |          |
| PG       | Federico Mussini    | Free agent        | fine contratto |          |

### Dopo l'inizio della stagione
| Acquisti | Acquisti        | Acquisti         | Acquisti         | Acquisti   |
| R.       | Nome            | da               | Data             | Modalità   |
| -------- | --------------- | ---------------- | ---------------- | ---------- |
| PG       | Gerald Robinson | Virtus Roma      | 29 dicembre 2020 | svincolato |
| A        | Paul Eboua      | Long Island Nets | 21 marzo 2021    | svincolato |

| Cessioni | Cessioni        | Cessioni     | Cessioni         | Cessioni       |
| R.       | Nome            | a            | Data             | Modalità       |
| -------- | --------------- | ------------ | ---------------- | -------------- |
| PG       | Gerald Robinson | Digione      | 21 febbraio 2021 | fine contratto |
| C        | Beniamino Basso | Kleb Ferrara | 25 marzo 2021    | prestito       |